# Hans Bellmer
Hans Bellmer (Katowice, 13 marzo 1902 – Parigi, 23 febbraio 1975) è stato un pittore, scultore e fotografo tedesco, conosciuto per le bambole a grandezza naturale, raffiguranti corpi femminili dissezionati e ricomposti, sfigurati, che produsse nella metà degli anni trenta.

## Biografia
Fin dal 1926 Bellmer ha lavorato come disegnatore per la propria compagnia pubblicitaria. Ha iniziato il suo progetto di bambola per opporsi al fascismo del Partito Nazista dichiarando che non avrebbe fatto nessun lavoro che sostenesse il nuovo stato tedesco. Rappresentate da forme mutate e da pose non convenzionali le sue bambole erano dirette specificamente al culto del corpo perfetto allora dominante in Germania. Bellmer fu influenzato nella sua scelta artistica dalla lettura delle lettere pubblicate da Oskar Kokoschka (Der Fetisch, 1925).
Si dice pure che il progetto di bambola di Bellmer sia stato causato da una serie di eventi nella sua vita personale, incluso l'incontro con una bellissima cugina nel 1932 - e probabilmente con altre bellezze irraggiungibili; l'aver assistito ad una performance dei Tales of Hoffmann di Jacques Offenbach (nel quale un uomo si innamora tragicamente di un automa); e il dono di una scatola di suoi vecchi giocattoli. Dopo questi fatti lui iniziò effettivamente a costruire la sua prima bambola.
Nel suo lavoro, Bellmer attribuì esplicitamente un sesso alla bambola mostrandola come una giovane ragazza. Inoltre la bambola incorpora il principio di "ball joint", ispirato da un paio di bambole di legno articolate del sedicesimo secolo conservate al Kaiser Friedrich Museum. Visitò Parigi nel 1935 e lì ebbe contatti con Paul Éluard; ma dovette tornare a Berlino perché sua moglie Margarete stava morendo di tubercolosi.
Il libro anonimo di Bellmer del 1934 La Bambola (Die Puppe), prodotto e pubblicato privatamente in Germania, contiene dieci fotografie in bianco e nero della prima bambola di Bellmer arrangiate in una serie di "tableaux vivants" (figure viventi). Il libro non gli fu attribuito, lui lavorò in isolamento e le sue fotografie rimasero comunque sconosciute in Germania. Infine il lavoro di Bellmer fu dichiarato "degenerato" dal Partito Nazista e lui fu costretto a fuggire dalla Germania in Francia nel 1936.
Il suo lavoro fu ben accolto nella cultura d'arte parigina del tempo, specie tra i surrealisti sotto André Breton insieme ai quali espose più volte. Gli artisti, soprattutto Bellmer, usano il corpo della donna come un oggetto per la proiezione dei propri conflitti irrisolti, analizzando gli aspetti più oscuri del desiderio. Spesso protagonista delle opere surrealiste, il corpo femminile viene idealizzato, mistificato, distrutto o frammentato violentemente. Le sue fotografie furono pubblicate sul giornale surrealista Minotaure. Aiutò la resistenza durante la guerra, facendo passaporti falsi; e fu rinchiuso nella prigione Camp des Milles a Aix-en-Provence per gran parte della Seconda guerra mondiale.
Dopo la guerra, Bellmer visse il resto della sua vita a Parigi. Non si occupò più della costruzione di bambole, e trascorse i decenni seguenti realizzando disegni erotici, incisioni, fotografie sessualmente esplicite, pitture e stampe di ragazze adolescenti. Nel 1954 incontrò Unica Zürn, che divenne la sua compagna. Hans Bellmer continuò il lavoro negli anni sessanta.
Anche dopo la sua morte i suoi lavori continuano a circolare, per esempio in "Guys 'n' Dolls: Art, Science, Fashin & Relationship", un'importante esposizione tenuta durante il Brighton Festival nel 2005 da artisti che hanno lavorato con le bambole, che oltre a Hans Bellmer, comprendeva opere di Oskar Kokoschka, Man Ray, Paula Riego, Patric Old e molti altri.

## Influenze di Bellmer su altri

### nel cinema
- In Silent Hill 2 dei mostri chiamati Mannequins: hanno due coppie di cosce e gambe, unite al busto, una coppia riversa e sottosopra per mimare mammelle e braccia. Queste Mannequins sono anche usate in uno stile simbolico simile, per rappresentare i desideri sessuali soppressi, e la distruzione dell'innocenza.
- Nel film giapponese Ghost in the Shell - L'attacco dei cynei mediaborg i riferimenti all'artista tedesco sono numerosi: i robot femminili sono basati sui disegni di Bellmer e appaiono nel film tanto il suo nome (mostrato in un libro aperto) quanto il suo libro "La Bambola", presentato come un prototipo.

### nelle arti visive
- Dino Buzzati lo cita quale ispirazione di alcune tavole della sua opera grafica Poema a fumetti del 1969.[3]
- L'artista giapponese Mitsukazu Nihara viene influenzato da Bellmer nel suo manga Doll.
- Il fotografo francese Philippe Fichot (componente del gruppo industrial Die Form) nelle sue opere in più occasioni echeggia le bambole di Bellmer e le tinte fosche delle sue fotografie.

### nella musica
- Il gruppo musicale post-punk newyorkese Bellmer Dolls deriva il nome da Bellmer e dalla sua opera.
- La fotografia "Butcher Sleeve" del 1966 ai Beatles di Robert Whitaker fu fortemente influenzata dal lavoro di Bellmer. L'immagine "Butcher", che dipinge i Beatles ornati da fette di carne e parti di bambole smembrate, divenne famosa quando fu usata per la copertina dell'album dei Beatles Yesterday and Today nel 1966 (per la Capital Records U.S.A.). Tutte le copie di questa edizione furono rimosse dopo una tempesta di proteste da parte dei rivenditori. Le copie originali della versione "Butcher Sleeve" dell'LP sono diventate da allora tra gli LP più rari mai pubblicati[senza fonte].
- Un lavoro di Bellmer è pubblicato in copertina della registrazione Tzadik Records dei Quartetti per Archi di John Zorn.
- La fotografia e le illustrazione sull'album dei Naked City del 1993 Absinthe è ispirata dal lavoro di Bellmer.

## Opere tradotte in italiano
- Piccola anatomia dell'inconscio fisico, o L'anatomia dell'immagine e altri scritti, a cura di Ottavio Fatica, Arcana, Roma, 1980
- Anatomia dell'immagine, con undici disegni dell'autore, a cura di Ottavio Fatica, Adelphi, Milano, 2001